# Callicebinae
Callicebinae es una subfamilia de primates; integra la familia de los pitécidos. Las especies vivientes que componen sus géneros se distribuyen en selvas tropicales del centro y norte de Sudamérica y son denominadas comúnmente huicocos, socayos, titís viudos, etc.

## Taxonomía
Descripción original
Esta subfamilia fue descrita originalmente en el año 1925 por el zoólogo inglés Reginald Innes Pocock. Su género tipo es Callicebus, el cual había sido descrito en el año 1903 por el mastozoólogo británico Michael Rogers Oldfield Thomas.

### Relaciones filogenéticas e historia taxonómica
La subfamilia Callicebinae constituye uno de los linajes más antiguos de los primates existentes en el Nuevo Mundo, ya que se separó de su clado hermano (Pitheciinae) a principios del Neógeno, entre 18 y 20 Ma.
Hace 10,2 Ma, el sistema Pebas aisló el linaje de Cheracebus (que quedó en el norte) del que contenía a los linajes de Callicebus y Plecturocebus (que quedó en el sur). Posteriormente, los linajes de Callicebus y Plecturocebus se separaron hace 8,1 Ma, evolucionando alopátricamente desde entonces (el primero en la mata atlántica del oriente brasileño y el segundo en las cuencas amazónica y del río Paraguay), estando actualmente distanciados por más de 500 km de hábitats semiáridos desfavorables. Cheracebus y Plecturocebus solapan parcialmente sus geonemias (septentrional y austral respectivamente) en vastas regiones de la cuenca superior del río Amazonas.
Anteriormente, todas las especies vivientes de esta subfamilia eran incluidas en el género Callicebus, del cual se reconocieron varios grupos de especies o subgéneros, según la época. Como resultado de un análisis genético publicado en el año 2016 por Hazel Byrne, Anthony B. Rylands, Jeferson C. Carneiro, Jessica W. Lynch Alfaro, Fabricio Bertuol, Maria N. F. da Silva, Mariluce Messias, Colin P. Groves, Russell A. Mittermeier, Izeni Farias, Tomas Hrbek, Horacio Schneider, Iracilda Sampaio y Jean P. Boubli, se propuso que el género Callicebus quede limitado únicamente a las especies del grupo de especies Callicebus personatus, endémicas del centro-este de Brasil. Con los integrantes del grupo de especies C. torquatus se constituyó un nuevo género: Cheracebus, mientras, que se creó otro nuevo género, Plecturocebus, para que acoja a los componentes de los grupos de especies C. donacophilus y C. moloch (incluyendo en este último grupo a todas las especies del antiguo grupo C. cupreus).

### Subdivisión

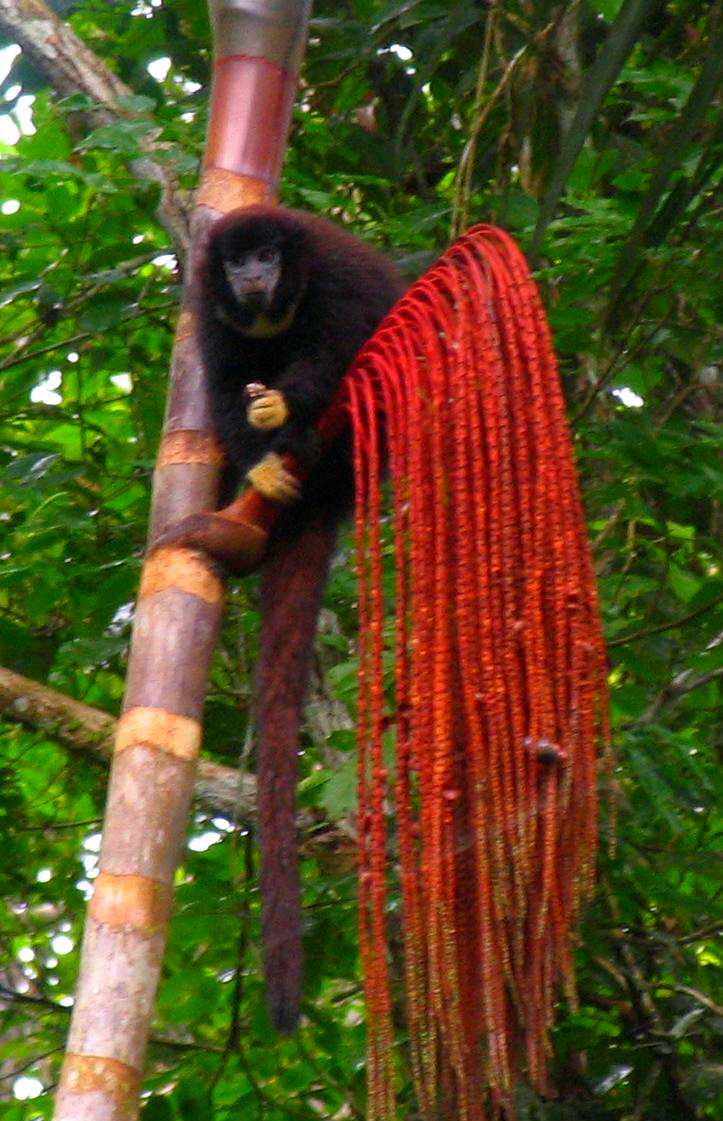
Cheracebus lucifer en Tapir Lodge, Ecuador.

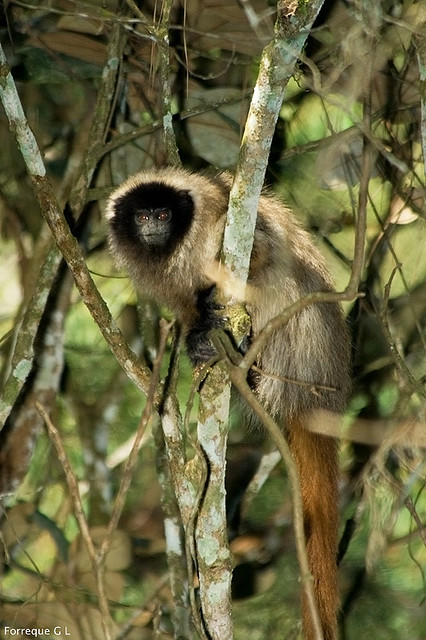
Callicebus personatus en Domingos Martins, estado del Espírito Santo, Brasil.

La subfamilia Callicebinae se compone de 3 géneros vivientes y uno o varios géneros extintos:
- Callicebus Thomas, 1903[3]
- Cheracebus Byrne & al., 2016[4]
- Plecturocebus Byrne & al., 2016[4]
- Miocallicebus † Takai, Anaya, Suzuki Shigehara, & Setoguchi, 2001[8]

Otros géneros de primates de las Antillas también fueron postulados como incluidos en Callicebinae (o muy relacionados con esta subfamilia) aunque, para otros autores, algunos podrían estar relacionados con otros clados, como Aotus.
- Paralouatta † Rivero & Arredondo, 1991[10][11][12]
- Antillothrix † MacPhee, et al., 1995[13]
- Insulacebus † Cooke, Rosenberger, & Turvey, 2011[14]
- Xenothrix † Williams & Koopman, 1952[15][16][17]

Otros géneros de primates también fueron postulados como incluidos en Callicebinae:
- Carlocebus † Fleagle, 1990[18]
- Homunculus † Ameghino, 1891[19][20]

## Distribución y hábitat
Las especies vivientes de los géneros que integran esta subfamilia habitan bosques y selvas continuas y en galería en áreas tropicales y subtropicales, distribuyéndose por el centro y el norte de Sudamérica, siempre al oriente de la Cordillera de los Andes, desde el este, centro y oeste de Brasil, el sur de Venezuela, el sur de Colombia, el este de Ecuador, el este del Perú, el norte y este de Bolivia y todo el oeste del  Paraguay hasta la zona limítrofe de la Argentina.